# Kościół Wniebowzięcia Najświętszej Maryi Panny w Trąbkach Wielkich
Sanktuarium Matki Bożej Trąbkowskiej w Trąbkach Wielkich – rzymskokatolickie sanktuarium maryjne. Znajduje się w Trąbkach Wielkich, w województwie pomorskim. Należy do dekanatu Trąbki Wielkie w archidiecezji gdańskiej.

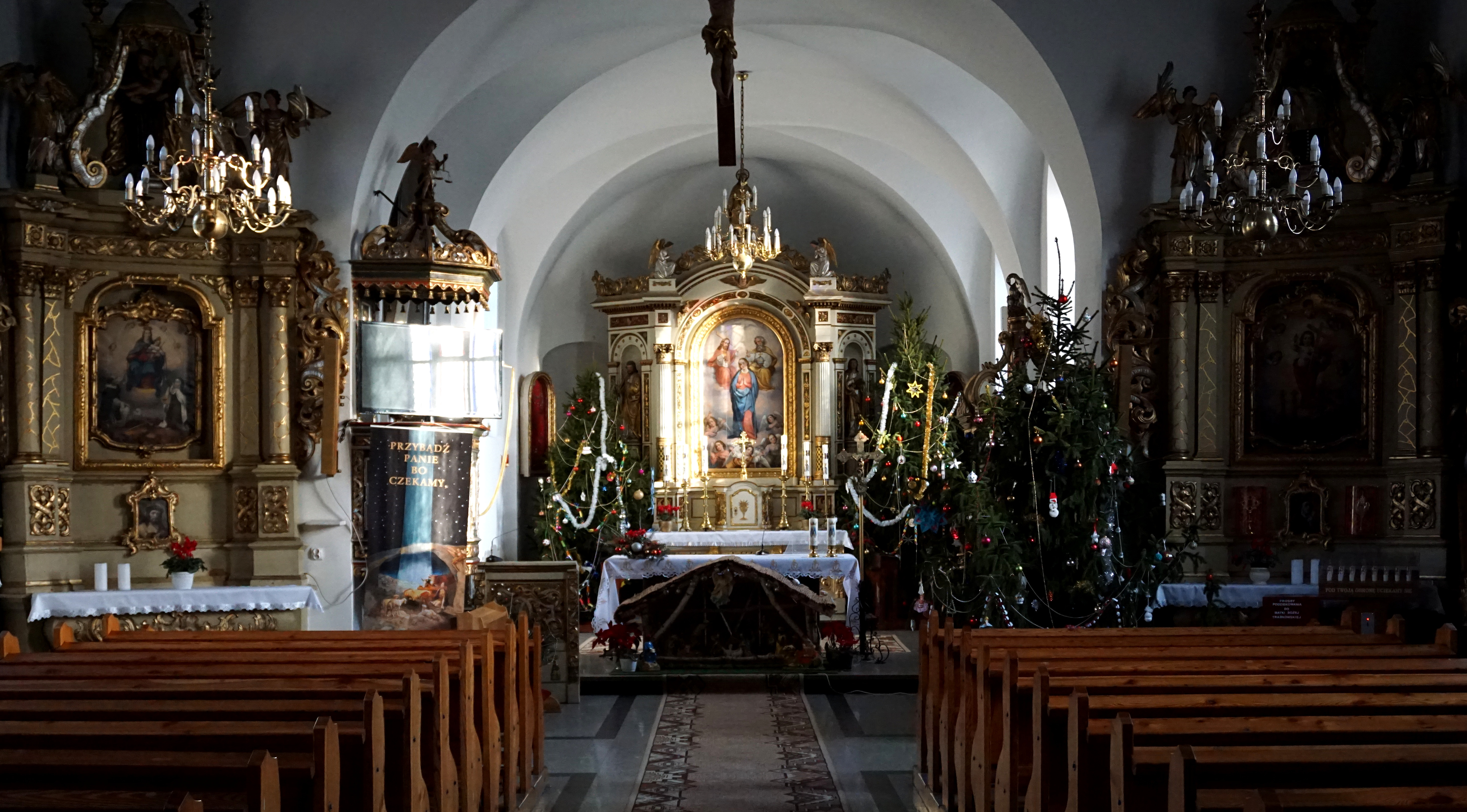
Wnętrze świątyni

Jest to jednonawowa świątynia wzniesiona w 1628 roku. Została zbudowana z cegły na reliktach gotykiej budowli, szczyt wschodni posiada natomiast drewnianą konstrukcję szkieletową, dach jest pokryty blachą. Jako bryła jest to kościół o jednej nawie z korpusem nakrytym wysokim dachem dwuspadowym i prezbiterium zamkniętym wielobocznie, od strony północnej do prezbiterium jest dobudowana zakrystia nakryta dachem pulpitowym; wieża na planie kwadratu jest zwieńczona dachem hełmowym. Zachowało się rozmieszczenie, wielkość i kształt otworów okiennych i drzwiowych. Ściany w cegle są ozdobione gzymsami podokapowymi. Otwory okienne posiadają nadproża. We wnętrzu zachowało się cenne wyposażenie w stylu barokowym.
Dekretem biskupim z dnia 23 kwietnia 2020 abpa Sławoja Leszka Głódzia – metropolity gdańskiego – kościół został mianowany siedzibą dekanatu, a jej proboszcz dziekanem.

## Kościół filialny
- Parafia Wniebowzięcia Najświętszej Maryi Panny w Trąbkach Wielkich
  - Kościół filialny Miłosierdzia Bożego – Czerniewo, ul. Gdańska